# Nimbocera rhabdomantis
Nimbocera rhabdomantis är en tvåvingeart som beskrevs av Trivinho-strixino och Strixino 1991. Nimbocera rhabdomantis ingår i släktet Nimbocera och familjen fjädermyggor. Inga underarter finns listade i Catalogue of Life.